# The Amazing Transparent Man
The Amazing Transparent Man è un film del 1960 diretto da Edgar G. Ulmer. È una storia noir-fantascientifica di spionaggio (fantaspionaggio) basata su un'immaginaria tecnologia dell'invisibilità.

## Trama

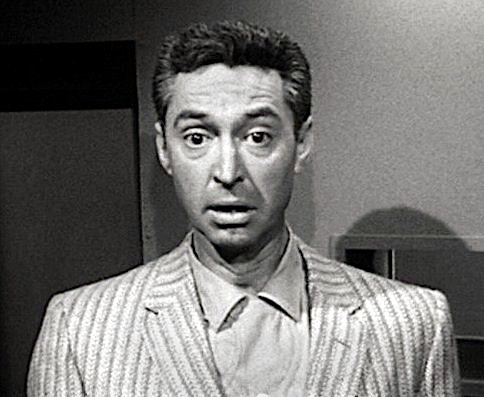
Krenner (James Griffith) nel trailer del film

Krenner, un agente segreto, tiene prigioniero in una fattoria trasformata in laboratorio il dottor Ulof. Egli lo ricatta, minacciandone la figlia, per sfruttare una sua invenzione al fine di costruire un esercito invisibile.
Krenner fa evadere Faust, un rapinatore di banche, per usarlo come cavia da laboratorio e sfruttarne le abilità per rubare del materiale radioattivo utile ai suoi esperimenti.
Faust però, in combutta con Laura Matson, una delle assistenti di Krenner, usa il potere dell'invisibilità per compiere una rapina. Il materiale usato per la sua invisibilità, ne rende tale stato instabile e tornato alla fattoria scopre che gli esperimenti lo faranno morire di lì a poco.
Faust decide così di aiutare Ulof a scappare e di porre fine ai malvagi esperimenti di Krenner.

## Produzione
Il film fu realizzato dalla Miller Consolidated Pictures che lo distribuì per breve tempo nel 1960. Fu quindi acquisito dalla AIP e distribuito l'anno successivo.

## Distribuzione
La pellicola è entrata nel pubblico dominio negli Stati Uniti.

## Critica
Fantafilm scrive che si tratta di un'"opera minore di Ulmer, regista comunque inventivo e generoso. Se non fosse per il raggio invisibile e i fantasiosi elementi radioattivi la storia non si distinguerebbe molto dai noir americani degli anni '50, con i due antagonisti malavitosi, la ragazza sincera (la figlia dello scienziato) e la donna del gangster indecisa tra i due."